# OFFICE MERMAID PRODUCTION
OFFICE MERMAID PRODUCTION（オフィス・マーメイド・プロダクション）は、東京都北区に本社を置く日本の芸能プロダクション。代表取締役社長の池田明広は、七瀬美菜のマネージャーも兼務している。

## 沿革
- 1999年 - 会社設立。
- 1999年 - 『ラジオ』部門に着手し、レインボータウンエフエム放送79.2MHz 『知っテレガイSTATION』、葛飾エフエム放送78.9MHz 『みやらじ』などを制作。
- 2004年 - 『企画制作部門』に着手する。DVD『BANG』を企画制作し、スタジオアクトより全国発売。桜井そら、こころが出演。
- 2005年 - 『音楽部門』に着手し、BAND『Guts Dynamite Cabaret』他により、EXPO2005『愛・地球博』、インディーズフェスティバルなどに参画。
- 2006年 - 『インターネットテレビ部門』に着手し、まんだらけ/Madaray TVの『LOVE中野5丁目』、『浪漫ハピハピ王国』、あっ!とおどろく放送局の『浪漫ハピハピ王国ワールドエンド』などをプロデュース。
- 2007年 - 『デジタルコンテンツ部門』に着手し、DVD写真集『浪漫ハピハピSTREET』シリーズを発売。
- 2007年 - 『@misty』より、ピュアアイドルコレクションにて『姫とみる夢』、『キュティースマイル七海』、『HAPPY MAP』他を全国発売。
- 2008年 - 『舞台部門』に着手し、『キミは誰かに　その誰かも誰かに恋をする』を荻窪メガバックスシアターにて公演[1]。
- 2010年 - 『イメージDVD』部門に着手する。『かわいい先生』シリーズを制作し、QH映像より全国発売。1stに伊藤雪乃、2ndに鈴木優奈、3rdに平沢まき、4thに渡辺里美が出演。
- 2010年 - 『衛星放送』部門に着手し、Sky Perfect TV『エンタ!371』より、バスルームバラエティをプロデュース。出演者は、鈴木優奈、倖田李梨。
- 2011年11月 - インターネットテレビ『浪漫ハピハピ王国』をプロデュース。
- 2012年1月 - 舞台公演『誰かの星空』をプロデュース。

## 現在活躍している所属タレント
- 七瀬美菜

## かつて所属していたタレント
- 姫神ゆり
- 坂倉由里子
- たかさきゆこ
- 朝倉愛理
- 宮村あい子
- 栗木まりさ（業務提携）